# Werner Hug
Pour les articles homonymes, voir Hug.
Werner Hug, né le 10 septembre 1952 à Feldmeilen, est un maître international suisse du jeu d'échecs, champion du monde junior en 1971 et champion de Suisse en 1975. 

## Carrière
En 1971, il remporte le Championnat du monde d'échecs junior. Hug a défendu les couleurs de son pays aux Olympiades d'échecs à quatorze reprises (de 1972 à 1984, en 1988, 1990, 1994, 2000, 2008, 2012 et 2014). Il a remporté le championnat national en 1975.
Au 1er octobre 2014, son classement Elo est de 2 483.